# Pala dei Barcaioli
La Pala dei Barcaioli è un dipinto a olio su tavola di Giovanni Agostino da Lodi, databile al 1492 circa e conservata nel museo annesso alla sagrestia della chiesa di San Pietro Martire a Murano nel comune di Venezia

## Storia
Un documento del 25 marzo 1492 cita un accordo preso a voce il 9 novembre 1491 tra i "barcaroli del traghetto" e i padri agostiniani dell'isola di San Cristoforo, per la costruzione di un altare nella loro chiesa. La pala pervenne poi a Murano quando la chiesa di San Pietro venne ridecorata dopo il riacquisto della comunità religiosa in seguito alle soppressioni napoleoniche. Al posto delle opere spogliate vi confluirono infatti una serie di opere d'arte del territorio, tra cui questa.

## Descrizione
La grande pala d'altare è considerata il primo contributo di un diretto discepolo di Leonardo da Vinci a Venezia, che aprì le porte al leonardismo nella città lagunare.
Si tratta di una sacra conversazione con la Madonna col Bambino su un alto trono, tra i santi Giovanni Battista, i due vescovi Ambrogio e Agostino, e Giorgio, con un angelo musicante sul gradino e due putti alati, pure con strumenti musicali, sulla spalliera del trono. Nel tondo è rappresentato san Cristoforo a monocromo. 
Se l'impostazione della pala ricorda da vicino le opere coeve di Giovanni Bellini, con la composizione piramidale e alcune citazioni dirette come l'angioletto col liuto, la fisionomia di Maria dimostra una conoscenza diretta di Leonardo. L'opera mostra alcuni limiti qualitativi dell'autore, come le non eccelse capacità disegnative e alcune incertezze prospettiche, però dovette riscuotere un ampio successo, venendo probabilmente studiata anche da Giorgione.